# Березовец (Гродненская область)
Березовец (бел. Беразаве́ц) — деревня в Кореличском районе Гродненской области Белоруссии, в составе Турецкого сельсовета. Население 78 человек (2009).

## География
Деревня находится в 6 км к юго-востоку от Кореличей. Березовец стоит на правом берегу реки Сервеч. Связан местными дорогами с агрогородком Луки (7 км) и шоссе Р11 (3 км).

## История
Березовец впервые упоминается в 1601 году в «сводном акте с обмежеванием земель, принадлежащих Лавришевскому монастырю», данном митрополиту Ипатию Потею. В XVII — первой половине XIX века село Берёзовец принадлежит Радзивиллам. В 1646 году здесь было 20 домов, водяная мельница на р. Сервечь, трактир.
В результате третьего раздела Речи Посполитой (1795) Березовец оказался в составе Российской империи, в Новогрудском уезде. В XIX веке имение принадлежало сначала Стефании Радзивилл, после её смерти вместе с огромными владениями на территории современных Литвы и Белоруссии, перешло к её мужу Л. П. Витгенштейну, а затем к их дочери Марии Гогенлоэ (см. Несвижская ординация).
В 1863 году построена деревянная Троицкая церковь, в 1900 году на её месте выстроено новое каменное здание церкви. В 1846 году открыта церковно-приходская школа.
В 1897 г. в Березовце 50 жителей, крахмальный завод и сыроварня.
Во время Первой мировой войны деревня сильно разрушена. Согласно Рижскому мирному договору (1921) Березовец оказался в составе межвоенной Польской Республики, в Столбцовском повете. В 1939 деревня вошла в состав БССР.

## Достопримечательности
- Руины Троицкой церкви начала XX века.
- Древнее городище на левом берегу р. Сервеч, Замок Кмиты
- Часовня

## Галерея

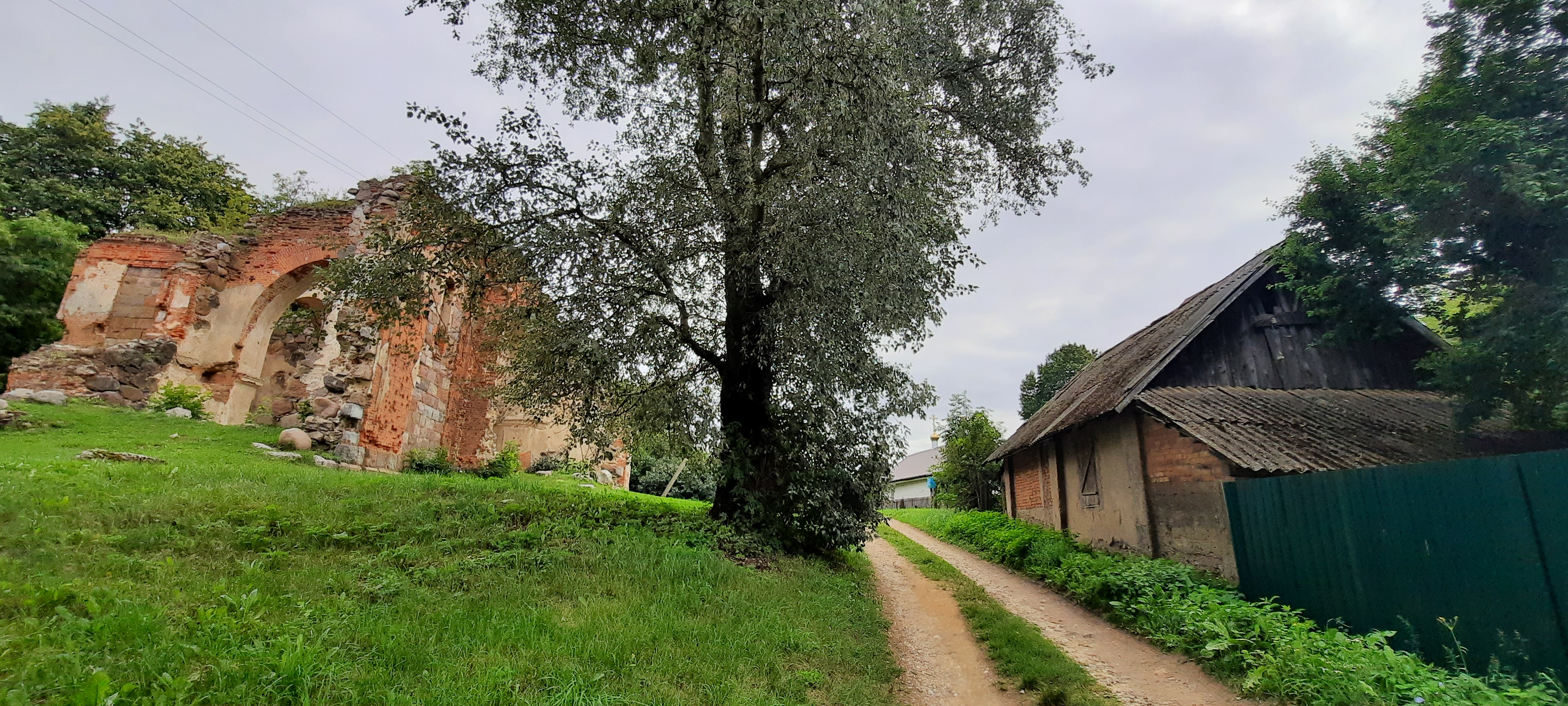
Руины церкви
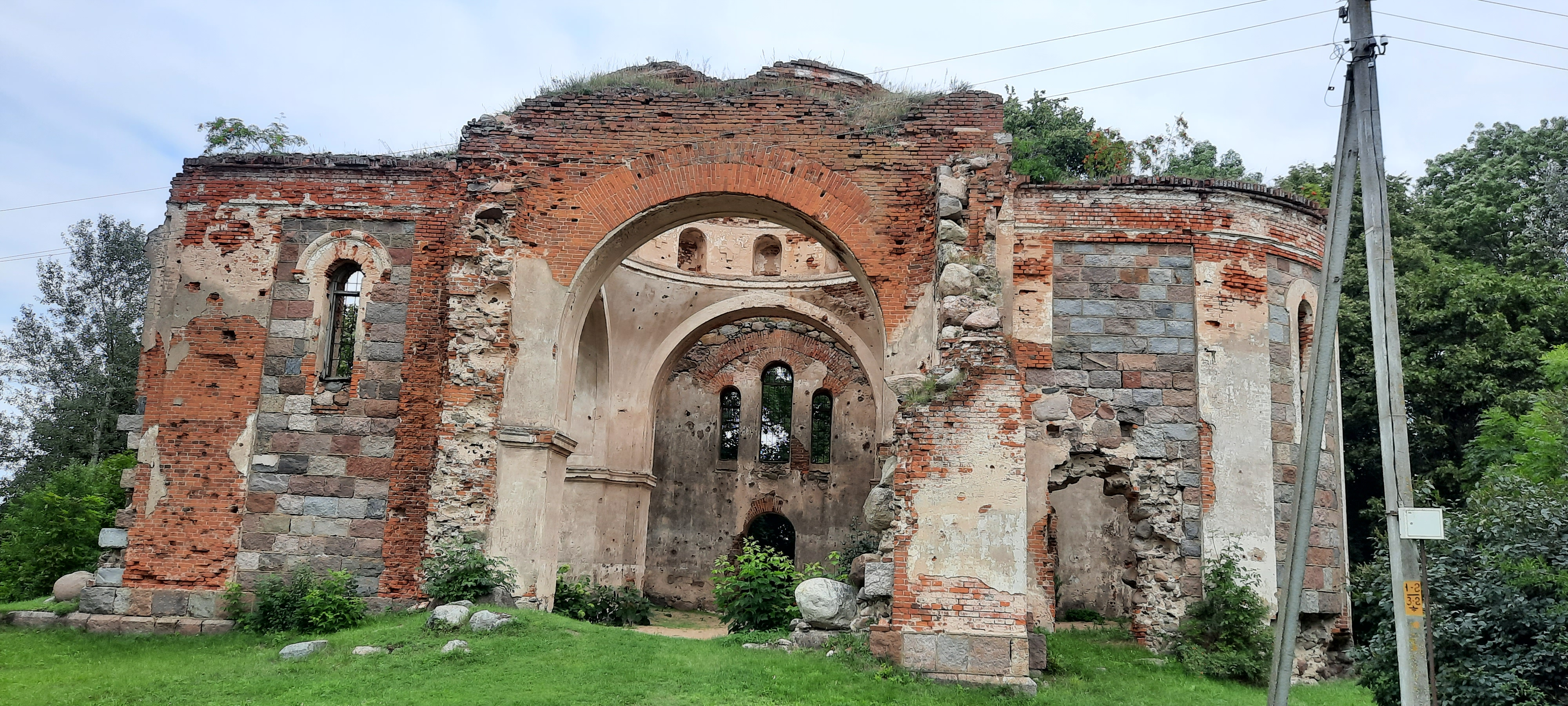
Руины церкви
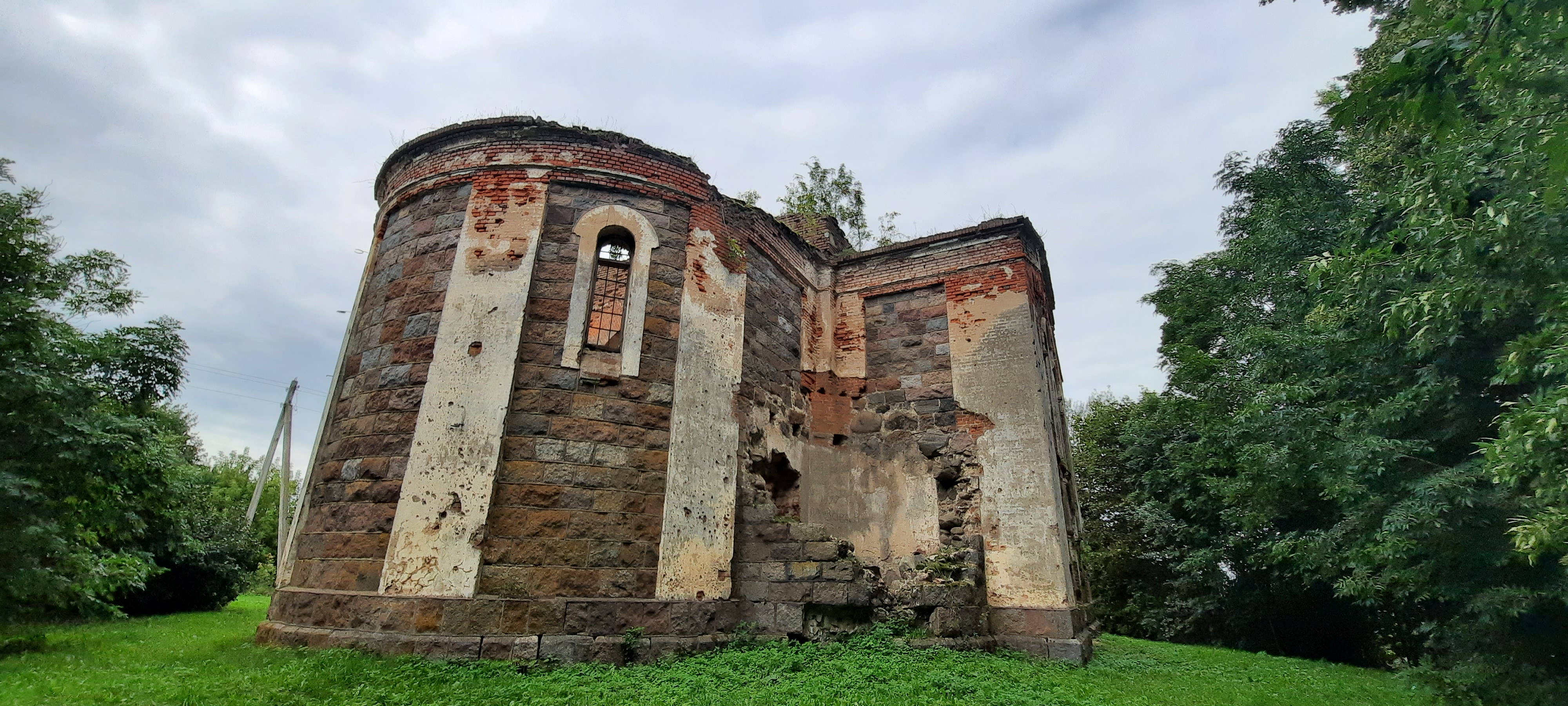
Руины церкви
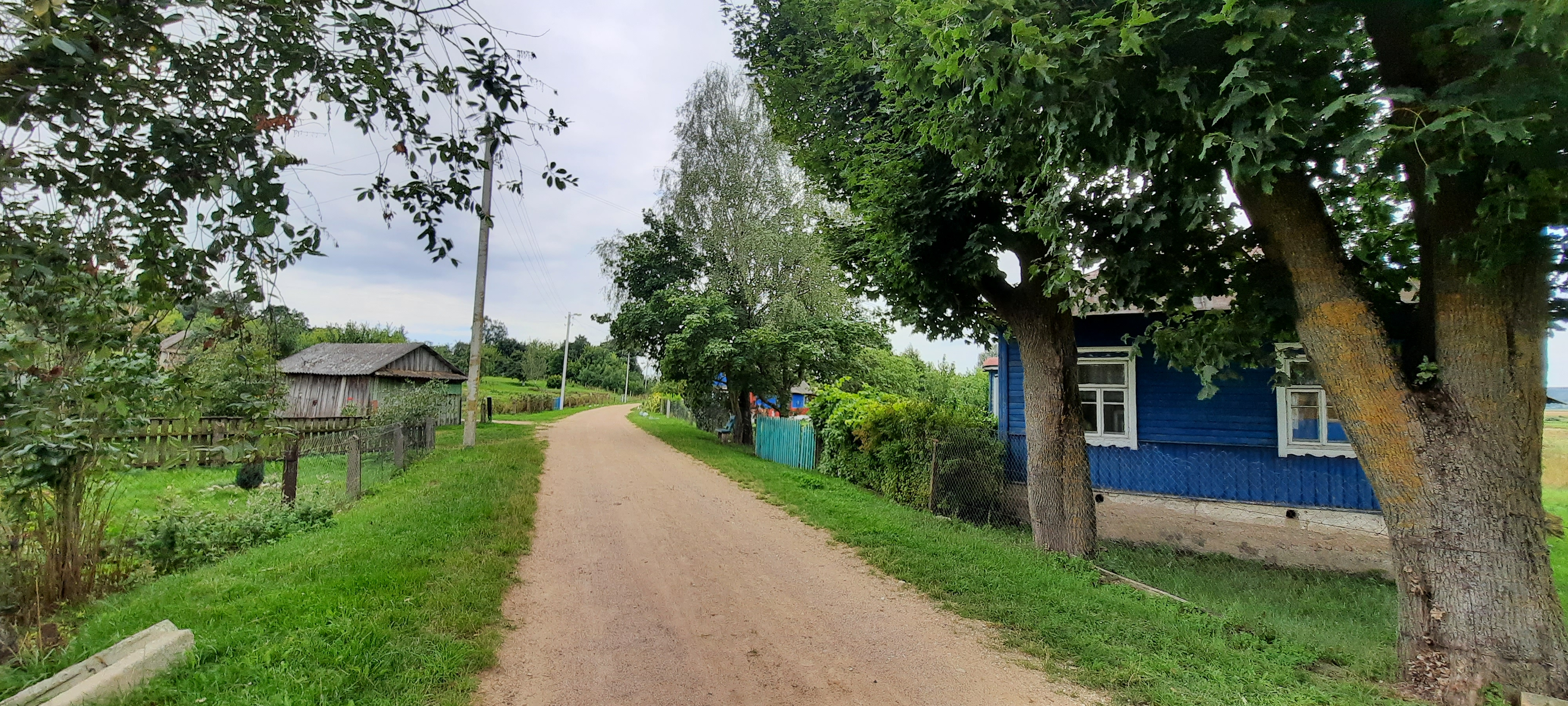
Панорама
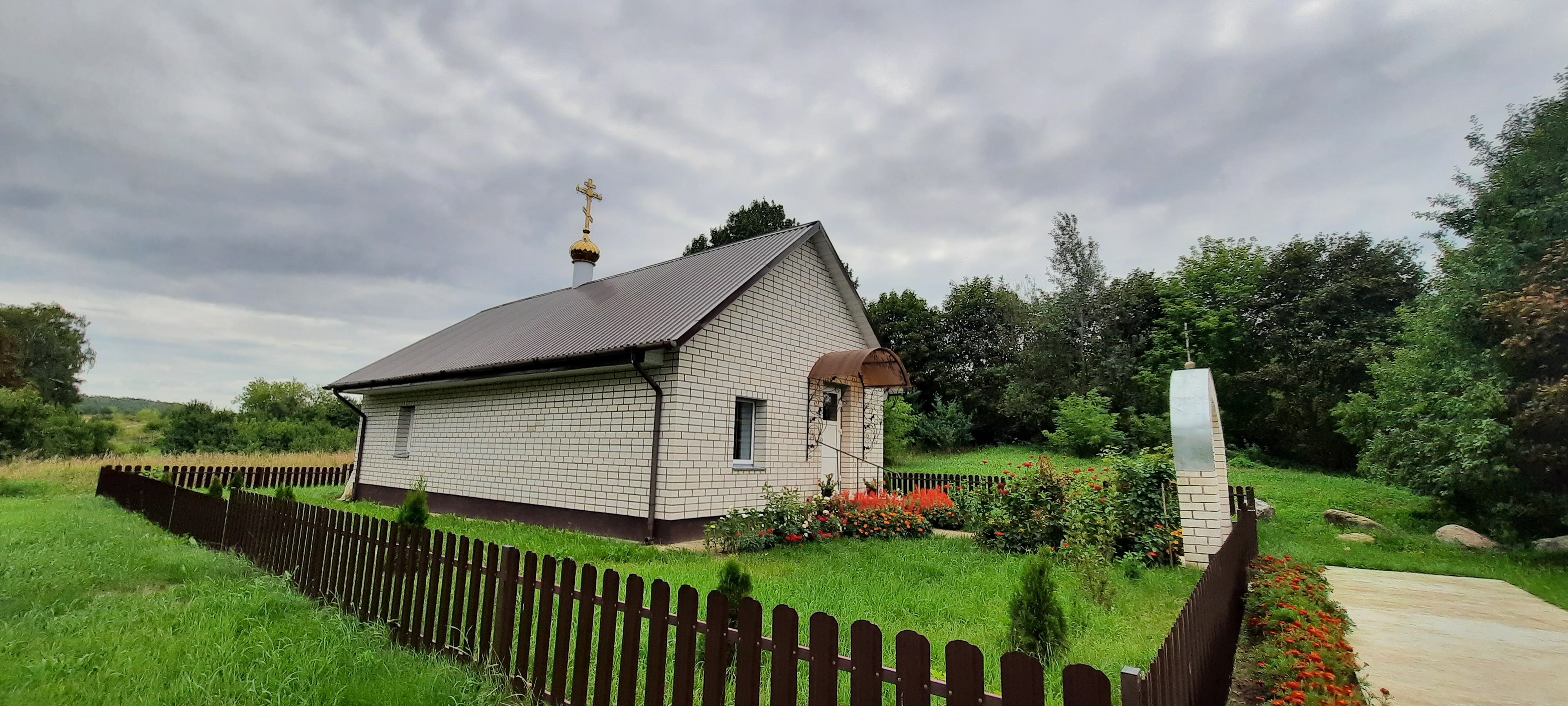
Часовня
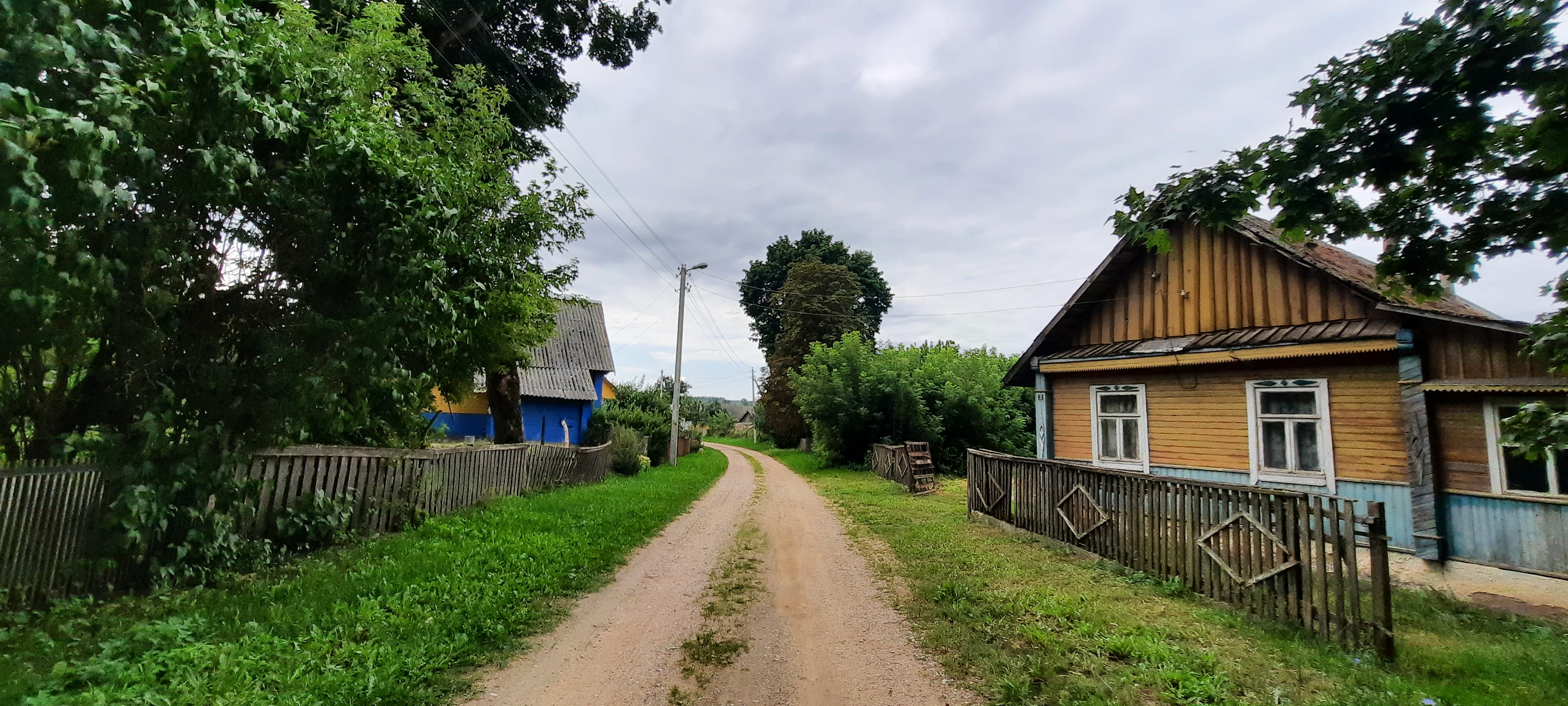
Панорама